# 宁中乡
宁中乡（藏語：སྙིང་དྲུང།，威利转写：snying drung），是中华人民共和国西藏自治区拉萨市当雄县下辖的一个乡镇级行政单位。

## 行政区划
宁中乡下辖以下地区：
堆灵村、巴灵村、曲才村和麦灵村。